# Natație la Jocurile Olimpice de vară din 2020 - 4x100 m mixt ștafetă (feminin)
Proba de 4x100 de metri mixt ștafetă feminin de la Jocurile Olimpice de vară din 2020 a avut loc în perioada 30 iulie-1 august 2021 la Tokyo Aquatics Centre.

## Recorduri
Înaintea acestei competiții, recordurile mondiale și olimpice erau următoarele:
| Record  | Atlet                            | Timp    | Loc                    | Data          |
| ------- | -------------------------------- | ------- | ---------------------- | ------------- |
| Mondial | Statele Unite ale Americii (USA) | 3:50,40 | Gwangju, Coreea de Sud | 28 iulie 2019 |
| Olimpic | Statele Unite ale Americii (USA) | 3:52,05 | Londra, Marea Britanie | 4 august 2012 |

## Program
Orele sunt ora Japoniei (UTC+9) 
| Data                    | Timp  | Etapă      |
| ----------------------- | ----- | ---------- |
| Vineri, 30 iulie 2021   | 20:57 | Calificări |
| Duminică, 1 august 2021 | 11:15 | Finala     |

## Rezultate

### Calificări
Echipele cu cei mai buni 8 timpi s-au calificat în finală.
| Loc | Serie | Culoar | Țară                       | Înotătoare | Timp    | Note               |
| --- | ----- | ------ | -------------------------- | --- | ------- | ------------------ |
| 1   | 2     | 5      | Canada                     | Taylor Ruck (59,64) Sydney Pickrem (1:07,03) Maggie Mac Neil (55,82) Kayla Sanchez (52,68)                         | 3:55,17 | C                  |
| 2   | 2     | 4      | Statele Unite ale Americii | Rhyan White (59,19) Lilly King (1:05,51) Claire Curzan (57,65) Erika Brown (52,83)                                 | 3:55,18 | C                  |
| 3   | 1     | 4      | Australia                  | Emily Seebohm (59,37) Chelsea Hodges (1:06,16) Brianna Throssell (57,51) Mollie O'Callaghan (52,35)                | 3:55,39 | C                  |
| 4   | 1     | 3      | Italia                     | Margherita Panziera (1:00,55) Arianna Castiglioni (1:05,26) Elena Di Liddo (56,74) Federica Pellegrini (53,24)     | 3:55.79 | C, Record național |
| 5   | 2     | 6      | Suedia                     | Michelle Coleman (1:00,73) Sophie Hansson (1:05,61) Louise Hansson (56,79) Sarah Sjöström (53,10)                  | 3:56,23 | C                  |
| 6   | 1     | 2      | Japonia                    | Anna Konishi (59,75) Kanako Watanabe (1:06,34) Rikako Ikee (57,50) Chihiro Igarashi (53,58)                        | 3:57,17 | C                  |
| 7   | 2     | 3      | COR                        | Anastasia Fesikova (1:00,26) Yuliya Yefimova (1:06,31) Svetlana Chimrova (56,95) Maria Kameneva (53,84)            | 3:57,36 | C                  |
| 8   | 1     | 6      | China                      | Chen Jie (1:00,62) Tang Qianting (1:05,73) Yu Yiting (57,84) Wu Qingfeng (53,51)                                   | 3:57,70 | C                  |
| 9   | 1     | 5      | Marea Britanie             | Cassie Wild (1:01,10) Sarah Vasey (1:06,49) Harriet Jones (57,95) Freya Anderson (52,58)                           | 3:58,12 |                    |
| 10  | 2     | 2      | Olanda                     | Kira Toussaint (58,99) Tes Schouten (1:09,98) Maaike de Waard (58,01) Femke Heemskerk (52,91)                      | 3:59,89 |                    |
| 11  | 1     | 7      | Germania                   | Laura Riedemann (1:00,45) Anna Elendt (1:06,17) Lisa Höpink (58,87) Annika Bruhn (54,67)                           | 4:00,16 |                    |
| 12  | 2     | 7      | Belarus                    | Anastasiya Shkurdai (1:00,64) Alina Zmushka (1:07,25) Anastasiya Kuliashova (57,37) Nastassia Karakouskaya (55,23) | 4:00,49 |                    |
| 13  | 2     | 1      | Hong Kong                  | Toto Wong (1:01,61) Jamie Yeung (1:08,69) Siobhán Haughey (57,67) Camille Cheng (54,89)                            | 4:02,86 |                    |
| 14  | 1     | 1      | Africa de Sud              | Mariella Venter (1:01,03) Tatjana Schoenmaker (1:07,41) Erin Gallagher (59,76) Aimee Canny (54,82)                 | 4:03,02 |                    |
| 15  | 2     | 8      | Danemarca                  | Karoline Sørensen (1:02,53) Clara Rybak-Andersen (1:08,09) Emilie Beckmann (58,99) Signe Bro (54,43)               | 4:04,04 |                    |
| 16  | 1     | 8      | Spania                     | África Zamorano (1:01,78) Jessica Vall (1:07,37) Mireia Belmonte (1:00,88) Lidón Muñoz (54,11)                     | 4:04,14 |                    |

### Finala
| Rank | Lane | Nation                     | Swimmers                                                                                                   | Time    | Notes                             |
| ---- | ---- | -------------------------- | --- | ------- | --------------------------------- |
| 1    | 3    | Australia                  | Kaylee McKeown (58,01) Chelsea Hodges (1:05,57) Emma McKeon (55,91) Cate Campbell (52,11)                  | 3:51,60 | Record olimpic Record continental |
| 2    | 5    | Statele Unite ale Americii | Regan Smith (58,05) Lydia Jacoby (1:05,03) Torri Huske (56,16) Abbey Weitzeil (52,49)                      | 3:51,73 |                                   |
| 3    | 4    | Canada                     | Kylie Masse (57,90) Sydney Pickrem (1:07,17) Maggie Mac Neil (55,27) Penny Oleksiak (52,26)                | 3:52,60 | Record național                   |
| 4    | 8    | China                      | Peng Xuwei (59,63) Tang Qianting (1:06,09) Zhang Yufei (55,39) Yang Junxuan (53,02)                        | 3:54,13 |                                   |
| 5    | 2    | Suedia                     | Michelle Coleman (59.75) Sophie Hansson (1:05,67) Louise Hansson (56,12) Sarah Sjöström (52,73)            | 3:54,27 | Record național                   |
| 6    | 6    | Italia                     | Margherita Panziera (1:00,03) Martina Carraro (1:05,88) Elena Di Liddo (56,96) Federica Pellegrini (53,81) | 3:56,68 |                                   |
| 7    | 1    | COR                        | Maria Kameneva (59,95) Evgeniia Chikunova (1:05,99) Svetlana Chimrova (56,70) Arina Surkova (54,29)        | 3:56,93 |                                   |
| 8    | 7    | Japonia                    | Anna Konishi (59,92) Kanako Watanabe (1:06,61) Rikako Ikee (57,92) Chihiro Igarashi (53,67)                | 3:58,12 |                                   |